# Wijnne Barends

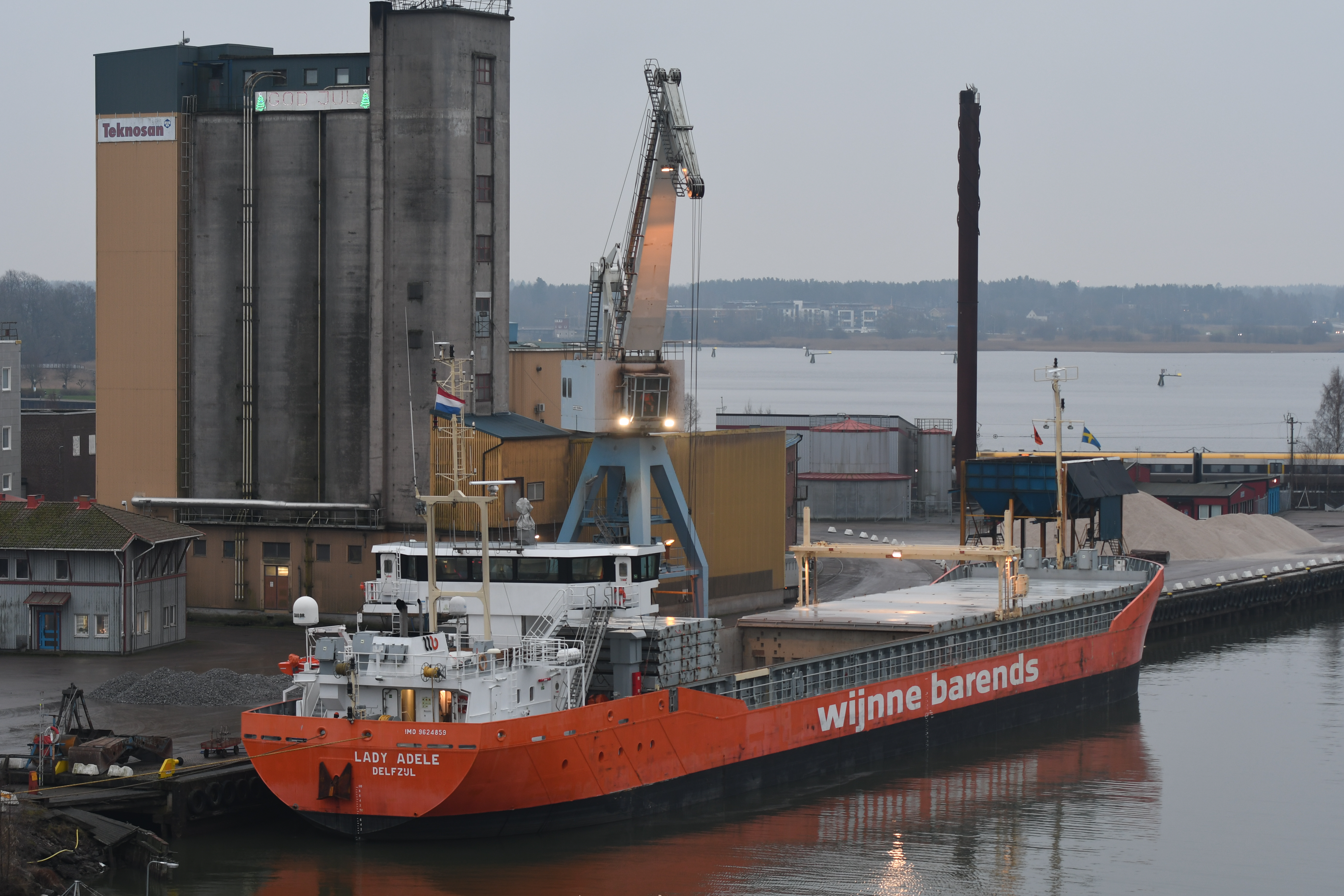
Lady Adele in Vänersborg

Wijnne Barends B.V., früher Wijnne & Barends, ist eine Reederei in Delfzijl. Sie zählt zu den ältesten noch bestehenden niederländischen Schifffahrtsunternehmen.

## Geschichte
Das Unternehmen wurde 1855 von Johan Herman Wijnne und Barend Cornelis Barends in Groningen gegründet. Zunächst befasste sich das junge Unternehmen mit dem Chartern und der technischen Betreuung von Schiffen, als Versicherungs- und Schiffsagentur, sowie als Stauerei und Lagerei. Wijnne & Barends erwarben Anteile an einigen Küstenseglern und dem Dampfer Time is money. Nachdem die Wirtschaftskrise von 1857 überwunden war, musste das Unternehmen mit dem Tod Johan Herman Wijnne durch ein Zugunglück am 2. Juni 1868 einen Rückschlag hinnehmen. Barend Cornelis Barends führte das Geschäft weiter und hätte dies ab 1870 auch unter seinen alleinigen Namen tun dürfen, behielt jedoch den Namen des Mitgründers im Firmennamen aufrecht. Im selben Jahr gab man die letzten eigenen Schiffsbeteiligungen auf und hielt in der Folge bis 1952 am Betrieb ohne eigene Schiffe oder Beteiligungen daran fest. Neue Geschäftsmöglichkeiten ergaben sich aus der Fertigstellung des Emskanals zwischen Groningen und Delfzijl im Jahr 1876, weshalb das Unternehmen ein Büro in Delfzijl eröffnete, das bald darauf Hauptsitz von Wijnne & Barends wurde.
Mitte der 1880er Jahre trat Samuel Barends, der Sohn Barend Cornelis’, in die Leitung des Büros in Delfzijl ein und nach dem Tod seines Vaters 1891 übernahm er, erst 26-jährig, auch die Leitung des Büros in Groningen. Noch im selben Jahr trat Samuels ältester Sohn Barend Zacharias in die Leitung der Reederei ein. Weitere Mitglieder des Vorstands waren W.F. Oosterheert und G. Meijer. Die 1930er Jahre waren für das Unternehmen wirtschaftlich von der Weltwirtschaftskrise und einer Reihe von personellen Verlusten geprägt. 1932 ging Oosterheert in Rente, 1936 starb Samuel und kurz vor Beginn des Zweiten Weltkriegs starb auch G. Meijer, so dass die Leitung während der Kriegsjahre allein in den Händen von Barend Zacharias lag.
Nach dem Ende des Krieges eröffnete Wijnne & Barends in Groningen ein Reisebüro, um an der Emigration der frühen Nachkriegsjahre teilzuhaben. Im Juli 1952 übernahm die Reederei von der Werft G.J. van der Werff’s Scheepsbouw in Westerbroek ihr erstes Schiff seit über achtzig Jahren, das Küstenmotorschiff Marie-Christine mit etwa 500 Ladetonnen. Im Jahr darauf starb Barend Zacharias unerwartet und sein dritter Sohn Niels Barends führte das Unternehmen mit J. Sanders weiter. Letzterer trat 1919 mit 17 Jahren in die Firma ein führte seit 1932 das Groninger Büro. Die bereederte Flotte wuchs in den folgenden Jahren stark an und umfasste 1955 bereits 130 Einheiten. Um dem gerecht zu werden, zog das Büro in Delfzijl in ein größeres Gebäude um. In den 1960er Jahren erweiterte die Reederei ihre Flotte um zwanzig Neubauten, die sich Bauserien verschiedener Tragfähigkeit aufteilen. Ab 1965 erhielten die Rümpfe der Schiffe ihre bis heute charakteristische orange Farbe.
1970 wurde das hauptsächlich für den Forstprodukteimport aus Skandinavien ausgerichtete Terminal Delfzijl gebaut, in dem heute Wijnne Barends Logistics untergebracht ist. Ebenfalls im Jahr 1970 kam mit der zweiten Marie-Christine ein Schiff mit boxförmigen Laderaum in Fahrt. Zwei Jahre darauf wurde Wijnne Barends zur Kapitalgesellschaft Besloten vennootschap umgestaltet, wobei die Anteile in den Händen der Barends-Familie verblieben. Die Niederlassung in Groningen arbeitete unterdessen ausschließlich als Reisebüro und weitete seine Aktivitäten auf Reise- und Gepäckdienste des Groninger Flughafens Eelde aus, während alle Schifffahrtsaktivitäten in Delfzijl zusammengefasst wurden. 1979 starb Niels Barends, woraufhin sein Cousin Marinus Cornelis Nijhoff als letztes Mitglied der Barends-Familie in die Leitung der Reederei eintrat und diese Aufgabe bis zu seinem Renteneintritt im Jahr 1990 weiterführte. In den 1990er Jahren baute Wijnne Barends erneut mehrere Serien von Schiffen und veräußerte sein Unternehmen am Groninger Flughafen. Im Jahr 2000 zog Wijnne Barends in ein neues Verwaltungsgebäude am Delfzijler Hafen und baute sein dortiges Kühllager aus. Zu dieser Zeit beteiligte sich die Amsterdamer Reederei Spliethoff am Unternehmen und übernahm schließlich im Jahr 2003 die Anteilsmehrheit.

## Einzelheiten
Die Flotte der Reederei Wijnne Barends umfasst rund dreißig Küstenmotorschiffe in einem Tragfähigkeitsbereich von 2000 bis 5000 Tonnen, die jeweils in größeren Serien gebaut wurden. Heute konzentriert sich Wijnne Barends als Tochterunternehmen in der Spliethoff-Gruppe auf den Bereich der Küstenschifffahrt.

## Flotte
- Sea-River Liner 3700
- Lady-C-Klasse (High Cubic Container 5000)
- Lady-H-Klasse
- Lady-I-Klasse (High Cubic Container 4000)
- Lady-M-Klasse
- Lady-N-Klasse (Very High Cubic 2000)